# Ex on the Beach (Noruega)
Ex on the Beach es un programa de telerrealidad noruego transmitido por FEM y Discovery+ desde el 14 de agosto de 2018. Es la versión noruega del programa británico del mismo nombre. Al igual que las otras versiones del programa, se presentan a ocho personas solteras mientras vacacionan en alguna playa paradisíaca pero, más adelante se presentan sus exparejas. La cuarta temporada se estrenó el 25 de febrero de 2021, pasando a ser titulada: Ex on the Beach: Después de Esquiar.

## Temporadas
| Año  | Temporadas  | Ubicación    | Episodios      | Inicio        | Final           |
| ---- | ----------- | ------------ | -------------- | ------------- | --------------- |
| 2018 | Temporada 1 | Mauricio     | 24 +1 especial | 14 de agosto  | 1 de noviembre  |
| 2019 | Temporada 2 | Mauricio     | 24             | 20 de agosto  | 4 de noviembre  |
| 2020 | Temporada 3 | Pipa, Brasil | 24             | 17 de marzo   | 1 de junio      |
| 2021 | Temporada 4 | Hemsedal     | 16             | 25 de febrero | 20 de abril     |
| 2021 | Temporada 5 | Grecia       | 24 +1 especial | 5 de octubre  | 20 de diciembre |
| 2022 | Temporada 6 | Pipa, Brasil | 24             | 11 de octubre | 27 de diciembre |
| 2024 | Temporada 7 | México       | 24             | 20 agosto     | 5 de noviembre  |

### Temporada 1 (2018)
La primera temporada  el 14 de agosto de 2018 siendo filmada en Mauricio.
Se presentó a cuatro hombres: Adran Sellevoll, Daniel Aakre, Henrik Elvejord y Lloyd Lawrence participante de Farmen 9; y cuatro mujeres: Cecilie Røising, Malin Håvardsdotter participante de Paradise Hotel Noruega 8(no), Melina Johnsen y Rikke Isaken. El ex Synøve Rexhbogaj también apareció en Paradise Hotel.
Después de que cesara la temporada Melina Johnsen fue nominada y ganó la categoría a "Mejor participante en un reality"  en los premios Gullruten 2019, mientras que la escena de la pelea entre Melina y Marielle fue nominada a "Momento televisivo de este año" en los mismos premios. 

#### Reparto
- En negrita los participantes originales (denominados Solteros).

| Episodios | Nombre                     | Edad | Procedencia | Exes                                                         |
| --------- | -------------------------- | ---- | ----------- | ------------------------------------------------------------ |
| 24        | Adrian Sellevoll           | 20   | Bergen      | Marielle Kvernaas Efford, Martine Ellingsen y Sandra Clausen |
| 24        | Cecilie Andrea Røising     | 21   | Sarpsborg   | N/A                                                          |
| 23        | Daniel Aakre Pedersen      | 28   | Bergen      | Helene Hima, Inger Hauge                                     |
| 24        | Henrik Elvejord Borg       | 23   | Oslo        | Charlene Meistad                                             |
| 5         | Lloyd Lawrence Lorenz      | 26   | Trondheim   | N/A                                                          |
| 11        | Malin Håvardsdotter Jensen | 23   | Kongsvinger | Jørgen Liland                                                |
| 20        | Melina Johnsen             | 21   | Moss        | Kristian Andersen                                            |
| 24        | Rikke Isaksen              | 23   | Bodø        | Ole Andreas Karoliussen                                      |
|           |                            |      |             |                                                              |
| 9         | Marielle Kvernaas Efford   | 20   | Bergen      | Adrian Sellevoll                                             |
| 8         | Jørgen Liland              | 24   | Bergen      | Malin Håvardsdotter Jensen                                   |
| 21        | Helene Hima                | 22   | Haugesund   | Daniel Aakre Pedersen                                        |
| 14        | Inger Hauge                | 28   | Bergen      | Daniel Aakre Pedersen                                        |
| 19        | Ole Andreas Karoliussen    | 21   | Tromsø      | Rikke Isaksen y Andrea Madsen                                |
| 5         | Martine Ellingsen Stol     | 21   | Bodø        | Adrian Sellevoll                                             |
| 3         | Daniel "Danny" Robertsen   | 23   |             | N/A                                                          |
| 12        | Sandra Clausen             | 21   | Stavanger   | Adrian Sellevoll                                             |
| 14        | Synøve Rexhbogaj           | 26   | Skjetten    | N/A                                                          |
| 3         | Kristian Andersen          | 23   |             | Melina Johnsen                                               |
| 12        | Vegard Tungevåg            | 26   | Oslo        | Stephanie Gulaker                                            |
| 9         | Andrea Madsen              | 23   | Bodø        | Ole Andreas Karoliussen                                      |
| 5         | Charlene Meistad           | 21   | Oslo        | Henrik Elvejord Borg                                         |
| 4         | Alexander Rosvoll          | 23   |             | Ine Marie Ulsletten                                          |
| 6         | Ine Marie Ulsletten        | 19   | Bodø        | Alexander Rosvoll                                            |
| 4         | Stephanie Gulaker          | 24   | Oslo        | Vegard Tungevåg                                              |

#### Duración del reparto
| Reparto   | Episodios | Episodios | Episodios | Episodios | Episodios | Episodios | Episodios | Episodios | Episodios | Episodios | Episodios | Episodios | Episodios | Episodios | Episodios | Episodios | Episodios | Episodios | Episodios | Episodios | Episodios | Episodios | Episodios | Episodios |
| Reparto   | 1         | 2         | 3         | 4         | 5         | 6         | 7         | 8         | 9         | 10        | 11        | 12        | 13        | 14        | 15        | 16        | 17        | 18        | 19        | 20        | 21        | 22        | 23        | 24        |
| --------- | --------- | --------- | --------- | --------- | --------- | --------- | --------- | --------- | --------- | --------- | --------- | --------- | --------- | --------- | --------- | --------- | --------- | --------- | --------- | --------- | --------- | --------- | --------- | --------- |
| Adrian    |           |           |           |           |           |           |           |           |           |           |           |           |           |           |           |           |           |           |           |           |           |           |           |           |
| Cecilie   |           |           |           |           |           |           |           |           |           |           |           |           |           |           |           |           |           |           |           |           |           |           |           |           |
| Daniel A  |           |           |           |           |           |           |           |           |           |           |           |           |           |           |           |           |           |           |           |           |           |           |           |           |
| Henrik    |           |           |           |           |           |           |           |           |           |           |           |           |           |           |           |           |           |           |           |           |           |           |           |           |
| Lloyd     |           |           |           |           |           |           |           |           |           |           |           |           |           |           |           |           |           |           |           |           |           |           |           |           |
| Malin     |           |           |           |           |           |           |           |           |           |           |           |           |           |           |           |           |           |           |           |           |           |           |           |           |
| Melina    |           |           |           |           |           |           |           |           |           |           |           |           |           |           |           |           |           |           |           |           |           |           |           |           |
| Rikkie    |           |           |           |           |           |           |           |           |           |           |           |           |           |           |           |           |           |           |           |           |           |           |           |           |
|           |           |           |           |           |           |           |           |           |           |           |           |           |           |           |           |           |           |           |           |           |           |           |           |           |
| Marielle  |           |           |           |           |           |           |           |           |           |           |           |           |           |           |           |           |           |           |           |           |           |           |           |           |
| Jørgen    |           |           |           |           |           |           |           |           |           |           |           |           |           |           |           |           |           |           |           |           |           |           |           |           |
| Helene    |           |           |           |           |           |           |           |           |           |           |           |           |           |           |           |           |           |           |           |           |           |           |           |           |
| Inger     |           |           |           |           |           |           |           |           |           |           |           |           |           |           |           |           |           |           |           |           |           |           |           |           |
| Ole       |           |           |           |           |           |           |           |           |           |           |           |           |           |           |           |           |           |           |           |           |           |           |           |           |
| Martine   |           |           |           |           |           |           |           |           |           |           |           |           |           |           |           |           |           |           |           |           |           |           |           |           |
| Danny     |           |           |           |           |           |           |           |           |           |           |           |           |           |           |           |           |           |           |           |           |           |           |           |           |
| Sandra    |           |           |           |           |           |           |           |           |           |           |           |           |           |           |           |           |           |           |           |           |           |           |           |           |
| Synøve    |           |           |           |           |           |           |           |           |           |           |           |           |           |           |           |           |           |           |           |           |           |           |           |           |
| Kristian  |           |           |           |           |           |           |           |           |           |           |           |           |           |           |           |           |           |           |           |           |           |           |           |           |
| Vegard    |           |           |           |           |           |           |           |           |           |           |           |           |           |           |           |           |           |           |           |           |           |           |           |           |
| Andrea    |           |           |           |           |           |           |           |           |           |           |           |           |           |           |           |           |           |           |           |           |           |           |           |           |
| Charlene  |           |           |           |           |           |           |           |           |           |           |           |           |           |           |           |           |           |           |           |           |           |           |           |           |
| Alexander |           |           |           |           |           |           |           |           |           |           |           |           |           |           |           |           |           |           |           |           |           |           |           |           |
| Ine Marie |           |           |           |           |           |           |           |           |           |           |           |           |           |           |           |           |           |           |           |           |           |           |           |           |
| Stephanie |           |           |           |           |           |           |           |           |           |           |           |           |           |           |           |           |           |           |           |           |           |           |           |           |

### Temporada 2 (2019)
Se estrenó el 20 de agosto de 2019. Se presentó a cuatro hombre: Andreas Østerøy, Henrik Grønvik, Richard Liedholm y Ulrik Giske; y cuatro mujeres: Johanne Nordeng, Siv Meyer, Teresa Pedersen y Victoria Øren Hammer.
Jonas Fossum apareció en Bloggerne 5(no). Pierre Louis Olsson y Petter Sjurseth Berg aparecieron en la séptima y novena temporada de Paradise Hotel Noruega respectivamente.
Ole Andreas Karoliussen y Rikke Isaksen de la primera temporada vuelven al programa, esta última ahora como un Ex.
- En negrita los participantes originales (denominados Solteros).

| Episodios | Nombre                     | Edad | Prodcedencia | Exes                                                          |
| --------- | -------------------------- | ---- | ------------ | ------------------------------------------------------------- |
| 24        | Andreas Østerøy            | 22   | Lillesand    | Vegard Haukåssveen y Robin Moe                                |
| 6         | Henrik Grønvik             | 22   | Tiller       | N/A                                                           |
| 17        | Johanne Nordeng            | 24   | Trondheim    | N/A                                                           |
| 24        | Richard Liedholm           | 33   | Oslo         | Monica Gaustad, Naima Al Maresse, Marita Prøsch, Rikke Isaken |
| 24        | Siv Meyer                  | 21   | Stavanger    | Pierre Louis Oloson, Petter Sjurseth Berg                     |
| 6         | Teresa Pedersen            | 21   | Trondheim    | Jonas Fossum                                                  |
| 24        | Ulrik Giske                | 27   | Ålesund      | N/A                                                           |
| 20        | Victoria Øren Hammer       | 21   | Årdal        | N/A                                                           |
|           |                            |      |              |                                                               |
| 5         | Monica "Moccababe" Gaustad | 39   | Bergen       | Richard Liedholm                                              |
| 5         | Jonas Fossum               | 21   | Fredrikstad  | Therese Pedersen, Marita Prøsch                               |
| 8         | Naima Al Maresse           | 21   | Oslo         | Richard Liedholm                                              |
| 19        | Daniel Louis Olsson        | 26   | Falkenberg   | Sarah Wang                                                    |
| 13        | Pierre Louis Olsson        | 25   | Falkenberg   | Siv Meyer                                                     |
| 6         | Marita Prøsch              | 24   | Oslo         | Jonas Fossum y Richard Liedholm                               |
| 3         | Petter Sjurseth Berg       | 21   | Asker        | Siv Meyer y Sarah Wang                                        |
| 11        | Sarah Wang                 | 22   | Oslo         | Petter Sjurseth Berg y Daniel Louis Olsson                    |
| 4         | Robin Moen                 | 22   |              | Andreas Østerøy                                               |
| 3         | Vegard Haukåssveen         | 22   |              | Andreas Østerøy                                               |
| 10        | Andrea Røkke Wennberg      | 23   | Modum        | Lars Petter Fuhre                                             |
| 12        | Teresa Eriksen             | 23   | Grindvoll    | N/A                                                           |
| 11        | Rikke Isaksen              | 24   | Bodø         | Richard Liedholm, Ole Andreas Karoliussen                     |
| 9         | Lars Petter Fuhre Krogstad | 23   | Falkenberg   | Andrea Røkke Wennberg y Emilie Ebju Larsen                    |
| 9         | Ole Andreas Karoliussen    | 22   | Tromsø       | Rikke Isaken                                                  |
| 8         | Nadia Wang                 | 25   | Oslo         | N/A                                                           |
| 3         | Emilie Evju Larsen         | 20   | Modum        | Lars Petter Fuhre                                             |

#### Duración del reparto
| Reparto   | Episodios | Episodios | Episodios | Episodios | Episodios | Episodios | Episodios | Episodios | Episodios | Episodios | Episodios | Episodios | Episodios | Episodios | Episodios | Episodios | Episodios | Episodios | Episodios | Episodios | Episodios | Episodios | Episodios | Episodios |
| Reparto   | 1         | 2         | 3         | 4         | 5         | 6         | 7         | 8         | 9         | 10        | 11        | 12        | 13        | 14        | 15        | 16        | 171       | 18        | 19        | 20        | 21        | 22        | 23        | 24        |
| --------- | --------- | --------- | --------- | --------- | --------- | --------- | --------- | --------- | --------- | --------- | --------- | --------- | --------- | --------- | --------- | --------- | --------- | --------- | --------- | --------- | --------- | --------- | --------- | --------- |
| Andreas   |           |           |           |           |           |           |           |           |           |           |           |           |           |           |           |           |           |           |           |           |           |           |           |           |
| Henrik    |           |           |           |           |           |           |           |           |           |           |           |           |           |           |           |           |           |           |           |           |           |           |           |           |
| Johanne   |           |           |           |           |           |           |           |           |           |           |           |           |           |           |           |           |           |           |           |           |           |           |           |           |
| Richard   |           |           |           |           |           |           |           |           |           |           |           |           |           |           |           |           |           |           |           |           |           |           |           |           |
| Siv       |           |           |           |           |           |           |           |           |           |           |           |           |           |           |           |           |           |           |           |           |           |           |           |           |
| Therese P |           |           |           |           |           |           |           |           |           |           |           |           |           |           |           |           |           |           |           |           |           |           |           |           |
| Ulrik     |           |           |           |           |           |           |           |           |           |           |           |           |           |           |           |           |           |           |           |           |           |           |           |           |
| Victoria  |           |           |           |           |           |           |           |           |           |           |           |           |           |           |           |           |           |           |           |           |           |           |           |           |
|           |           |           |           |           |           |           |           |           |           |           |           |           |           |           |           |           |           |           |           |           |           |           |           |           |
| Moccababe |           |           |           |           |           |           |           |           |           |           |           |           |           |           |           |           |           |           |           |           |           |           |           |           |
| Jonas     |           |           |           |           |           |           |           |           |           |           |           |           |           |           |           |           |           |           |           |           |           |           |           |           |
| Naima     |           |           |           |           |           |           |           |           |           |           |           |           |           |           |           |           |           |           |           |           |           |           |           |           |
| Daniel    |           |           |           |           |           |           |           |           |           |           |           |           |           |           |           |           |           |           |           |           |           |           |           |           |
| Pierre    |           |           |           |           |           |           |           |           |           |           |           |           |           |           |           |           |           |           |           |           |           |           |           |           |
| Marita    |           |           |           |           |           |           |           |           |           |           |           |           |           |           |           |           |           |           |           |           |           |           |           |           |
| Petter    |           |           |           |           |           |           |           |           |           |           |           |           |           |           |           |           |           |           |           |           |           |           |           |           |
| Sarah     |           |           |           |           |           |           |           |           |           |           |           |           |           |           |           |           |           |           |           |           |           |           |           |           |
| Robin     |           |           |           |           |           |           |           |           |           |           |           |           |           |           |           |           |           |           |           |           |           |           |           |           |
| Vegard    |           |           |           |           |           |           |           |           |           |           |           |           |           |           |           |           |           |           |           |           |           |           |           |           |
| Andrea    |           |           |           |           |           |           |           |           |           |           |           |           |           |           |           |           |           |           |           |           |           |           |           |           |
| Therese E |           |           |           |           |           |           |           |           |           |           |           |           |           |           |           |           |           |           |           |           |           |           |           |           |
| Rikkie    |           |           |           |           |           |           |           |           |           |           |           |           |           |           |           |           |           |           |           |           |           |           |           |           |
| Lars      |           |           |           |           |           |           |           |           |           |           |           |           |           |           |           |           |           |           |           |           |           |           |           |           |
| Ole       |           |           |           |           |           |           |           |           |           |           |           |           |           |           |           |           |           |           |           |           |           |           |           |           |
| Nadia     |           |           |           |           |           |           |           |           |           |           |           |           |           |           |           |           |           |           |           |           |           |           |           |           |
| Emilie    |           |           |           |           |           |           |           |           |           |           |           |           |           |           |           |           |           |           |           |           |           |           |           |           |

### Temporada 3 (2020)
Se estrenó el 17 de marzo de 2020 y tuvo lugar en Brasil. La productora había anunciado llevar a cabo dos temporadas para el 2020, emitiéndose cada una en la temporada de primavera y en la temporada de otoño. Sin embargo, la segunda temporada fue suspendida debido a la pandemia por COVID-19.
La lista del reparto principal incluye a cuatro hombres: Håvard Skansgård, John Sammol Kemi, Øystein Paul Lihaug y Remi Amundø; y cinco mujeres: Ariel Søyland de Paradise Hotel Noruega 5(no), Linn Wøyen Lenes, Melina Johnsen de la primera temporada, Pernille Gagnås y Sandra Fjeldberg.
Presenta varios regresos de ex participantes del programa, Andrea Madsen y Adran Sellevoll de la primera temporada. También regresan Siv Mayer, y los hermanos Daniel y Pierre Louis Olsson de la segunda temporada. Mario Riera apareció en la undécima temporada de Paradise Hotel Noruega.

#### Reparto
- En negrita los participantes originales (denominados Solteros).

| Episodios | Nombre                   | Edad | Procedencia | Exes                                     |
| --------- | ------------------------ | ---- | ----------- | ---------------------------------------- |
| 8         | Ariel Søyland            | 27   | Sortland    | Daniel Louis Olsson                      |
| 11        | Håvard Skansgård         | 24   | Trondheim   | Maria Amundsen                           |
| 7         | John Sammol Kemi         | 24   | Karasjok    | N/A                                      |
| 24        | Linn Wøyen Lenes         | 20   | Horten      | Adrian Sellevoll                         |
| 11        | Melina Johnsen           | 23   | Moss        | Sindre Andreas Bråthen                   |
| 19        | Øystein Lihaug Solberg   | 22   | Bergen      | N/A                                      |
| 24        | Pernille Gagnås          | 21   | Fredrikstad | Adrian Sellevoll                         |
| 24        | Remi Amundø              | 26   | Sunndalsøra | N/A                                      |
| 24        | Sandra Fjeldberg         | 20   | Askim       | Cristian Brennhovd                       |
|           |                          |      |             |                                          |
| 6         | Maria Amundsen           | 21   | Lyngdal     | Håvard Skansgård                         |
| 22        | Cristian Brennhovd       | 20   | Bærum       | Sandra Fjeldberg, Mia Enoksen, Siv Meyer |
| 4         | Sindre Andreas Bråthen   | 22   |             | Melina Johnsen                           |
| 18        | Andrea Madsen            | 25   | Bodø        | Pierre Louis Olsson, Jonas Torrisen      |
| 20        | Mario Riera              | 21   | Bergen      | N/A                                      |
| 9         | Daniel Louis Olsson      | 27   | Falkenberg  | Ariel Søyland, Vivian Sætre              |
| 18        | Pierre Louis Olsson      | 26   | Falkenberg  | Andrea Madsen, Siv Mayer                 |
| 17        | Madicken Nilsson         | 20   | Malmö       | Benjamin Nilsen                          |
| 17        | Vivian Sætre             | 21   | Ålesund     | Daniel Louis olsson, William Krohn       |
| 9         | Håkon Ademi              | 27   | Langhus     | N/A                                      |
| 5         | William Krohn            | 21   | Åndalsnes   | Vivian Sætre                             |
| 3         | Adrian Sellevoll (besøk) | 22   | Bergen      | Linn Wøyen Lenes, Pernille Gagnås        |
| 5         | Mia Enoksen              | 20   | Stokmarknes | Cristian Brennhovd                       |
| 3         | Benjamin Nilsen          | 21   |             | Madicken Nilsson                         |
| 5         | Jonas Torrissen          | 22   |             | Andrea Madsen                            |
| 3         | Siv Meyer                | 22   | Stavanger   | Cristian Brennhovd, Pierre Louis Olsson  |

#### Duración del reparto
| Nombre   | Episodios | Episodios | Episodios | Episodios | Episodios | Episodios | Episodios | Episodios | Episodios | Episodios | Episodios | Episodios | Episodios | Episodios | Episodios | Episodios | Episodios | Episodios | Episodios | Episodios | Episodios | Episodios | Episodios | Episodios |
| Nombre   | 1         | 2         | 3         | 4         | 5         | 6         | 7         | 8         | 9         | 10        | 11        | 12        | 13        | 14        | 15        | 16        | 17        | 18        | 19        | 20        | 21        | 22        | 23        | 24        |
| -------- | --------- | --------- | --------- | --------- | --------- | --------- | --------- | --------- | --------- | --------- | --------- | --------- | --------- | --------- | --------- | --------- | --------- | --------- | --------- | --------- | --------- | --------- | --------- | --------- |
| Ariel    |           |           |           |           |           |           |           |           |           |           |           |           |           |           |           |           |           |           |           |           |           |           |           |           |
| Håvard   |           |           |           |           |           |           |           |           |           |           |           |           |           |           |           |           |           |           |           |           |           |           |           |           |
| John     |           |           |           |           |           |           |           |           |           |           |           |           |           |           |           |           |           |           |           |           |           |           |           |           |
| Linn     |           |           |           |           |           |           |           |           |           |           |           |           |           |           |           |           |           |           |           |           |           |           |           |           |
| Melina   |           |           |           |           |           |           |           |           |           |           |           |           |           |           |           |           |           |           |           |           |           |           |           |           |
| Øystein  |           |           |           |           |           |           |           |           |           |           |           |           |           |           |           |           |           |           |           |           |           |           |           |           |
| Pernille |           |           |           |           |           |           |           |           |           |           |           |           |           |           |           |           |           |           |           |           |           |           |           |           |
| Remi     |           |           |           |           |           |           |           |           |           |           |           |           |           |           |           |           |           |           |           |           |           |           |           |           |
| Sandra   |           |           |           |           |           |           |           |           |           |           |           |           |           |           |           |           |           |           |           |           |           |           |           |           |
|          |           |           |           |           |           |           |           |           |           |           |           |           |           |           |           |           |           |           |           |           |           |           |           |           |
| Maria    |           |           |           |           |           |           |           |           |           |           |           |           |           |           |           |           |           |           |           |           |           |           |           |           |
| Cristian |           |           |           |           |           |           |           |           |           |           |           |           |           |           |           |           |           |           |           |           |           |           |           |           |
| Sindre   |           |           |           |           |           |           |           |           |           |           |           |           |           |           |           |           |           |           |           |           |           |           |           |           |
| Andrea   |           |           |           |           |           |           |           |           |           |           |           |           |           |           |           |           |           |           |           |           |           |           |           |           |
| Mario    |           |           |           |           |           |           |           |           |           |           |           |           |           |           |           |           |           |           |           |           |           |           |           |           |
| Daniel   |           |           |           |           |           |           |           |           |           |           |           |           |           |           |           |           |           |           |           |           |           |           |           |           |
| Pierre   |           |           |           |           |           |           |           |           |           |           |           |           |           |           |           |           |           |           |           |           |           |           |           |           |
| Madicken |           |           |           |           |           |           |           |           |           |           |           |           |           |           |           |           |           |           |           |           |           |           |           |           |
| Vivian   |           |           |           |           |           |           |           |           |           |           |           |           |           |           |           |           |           |           |           |           |           |           |           |           |
| Håkon    |           |           |           |           |           |           |           |           |           |           |           |           |           |           |           |           |           |           |           |           |           |           |           |           |
| William  |           |           |           |           |           |           |           |           |           |           |           |           |           |           |           |           |           |           |           |           |           |           |           |           |
| Adrian   |           |           |           |           |           |           |           |           |           |           |           |           |           |           |           |           |           |           |           |           |           |           |           |           |
| Mia      |           |           |           |           |           |           |           |           |           |           |           |           |           |           |           |           |           |           |           |           |           |           |           |           |
| Benjamin |           |           |           |           |           |           |           |           |           |           |           |           |           |           |           |           |           |           |           |           |           |           |           |           |
| Jonas    |           |           |           |           |           |           |           |           |           |           |           |           |           |           |           |           |           |           |           |           |           |           |           |           |
| Siv      |           |           |           |           |           |           |           |           |           |           |           |           |           |           |           |           |           |           |           |           |           |           |           |           |

### Temporada 4 (2021)
La cuarta temporada presentó una temática de invierno, esto debido a la pandemia de coronavirus la cual impidió que el rodaje se llevara a cabo en un destino tropical como es de costumbre, en cambio se grabó en una cabaña en Hemsedal, pasando a ser titulada Ex on the Beach - After Ski. El primer episodio se estrenó el 25 de febrero de 2021.
El elenco de esta temporada esta formado por participantes reconocidos de Ex on the Beach Noruega y otros programas. Se presenta a cuatro hombres: Johannes Magnussen de Paradise Hotel Noruega 13(no), Mario Riera de la tercera temporada, Maruis Hammer de Singletwon(no) y a Ulrik Giske de la segunda temporada; y cuatro mujeres: Helene Hima de la primera temporada, Monica Gaustad y Victoria Øren Hammer de la segunda temporada, y a Yasmine San Miguel de la duodécima temporada de Paradise Hotel Noruega.
Bettina Buchanan apareció en la undécima y decimotercera temporada de Paradise Hotel Noruega, y en trigésima temporada de The Challenge. Pierre Louis Olson aparece en la segunda temporada al igual que Andreas Østerøy y en la tercera temporada junto a Cristian Brennhovd. Marielle Trældal, Marius Hammer y Martine Baardseng aparecieron en la primera temporada de Singletwon(no).

#### Reparto
- En negrita los participantes originales (denominados Solteros).

| 9  | Helene Hima                  | 25 | Haugesund   | N/A                                     |  |  |  |  |  |  |  |  |  |  |  |  |  |  |  |  |  |  |  |  |
| 12 | Johannes Magnussen           | 24 | Melbu       | Martine Baardseng                       |  |  |  |  |  |  |  |  |  |  |  |  |  |  |  |  |  |  |  |  |
| 16 | Mario Riera                  | 22 | Bergen      | Bettina Buchanan                        |  |  |  |  |  |  |  |  |  |  |  |  |  |  |  |  |  |  |  |  |
| 8  | Marius Hammer                | 24 | Tromsø      | Marielle Trældal                        |  |  |  |  |  |  |  |  |  |  |  |  |  |  |  |  |  |  |  |  |
| 5  | Monica "Moccababe" Gaustad   | 41 | Bergen      | Marius Forodden                         |  |  |  |  |  |  |  |  |  |  |  |  |  |  |  |  |  |  |  |  |
| 12 | Ulrik Giske                  | 29 | Ålesund     | N/A                                     |  |  |  |  |  |  |  |  |  |  |  |  |  |  |  |  |  |  |  |  |
| 14 | Victoria Øren Hammer         | 23 | Årdal       | N/A                                     |  |  |  |  |  |  |  |  |  |  |  |  |  |  |  |  |  |  |  |  |
| 5  | Yasmine San Miguel Moussaoui | 22 | Fredrikstad | N/A                                     |  |  |  |  |  |  |  |  |  |  |  |  |  |  |  |  |  |  |  |  |
|    |                              |    |             |                                         |  |  |  |  |  |  |  |  |  |  |  |  |  |  |  |  |  |  |  |  |
| 16 | Bettina Buchanan             | 25 | Halmstad    | Mario Riera, Pierre Louis Olsson        |  |  |  |  |  |  |  |  |  |  |  |  |  |  |  |  |  |  |  |  |
| 5  | Marius Forodden              | 22 | Oslo        | Monica Gaustad, Karoline Holm           |  |  |  |  |  |  |  |  |  |  |  |  |  |  |  |  |  |  |  |  |
| 13 | Caroline Nitter              | 22 | Tromsø      | N/A                                     |  |  |  |  |  |  |  |  |  |  |  |  |  |  |  |  |  |  |  |  |
| 12 | Andreas Østerøy              | 24 | Lillesand   | Jonas Olofsson                          |  |  |  |  |  |  |  |  |  |  |  |  |  |  |  |  |  |  |  |  |
| 7  | Jonas Olofsson               | 27 | Oslo        | Andreas Østerøy, Nathan Lamont          |  |  |  |  |  |  |  |  |  |  |  |  |  |  |  |  |  |  |  |  |
| 10 | Cristian Brennhovd           | 21 | Asker       | N/A                                     |  |  |  |  |  |  |  |  |  |  |  |  |  |  |  |  |  |  |  |  |
| 6  | Karoline Holm                | 24 | Oslo        | Marius Forodden                         |  |  |  |  |  |  |  |  |  |  |  |  |  |  |  |  |  |  |  |  |
| 9  | Marielle Trældal             | 22 | Tromsø      | Marius Hammer                           |  |  |  |  |  |  |  |  |  |  |  |  |  |  |  |  |  |  |  |  |
| 5  | Nathan Lamont                | 24 | Stavanger   | Jonas Lamont                            |  |  |  |  |  |  |  |  |  |  |  |  |  |  |  |  |  |  |  |  |
| 8  | Martine Baardseng            | 24 | Oslo        | Johannes Magnussen, Pierre Louis Olsson |  |  |  |  |  |  |  |  |  |  |  |  |  |  |  |  |  |  |  |  |
| 3  | Pierre Louis Olsson          | 27 | Falkenberg  | Bettina Buchanan, Martine Baardseng     |  |  |  |  |  |  |  |  |  |  |  |  |  |  |  |  |  |  |  |  |

#### Duración del reparto
| Reparto   | Episodios | Episodios | Episodios | Episodios | Episodios | Episodios | Episodios | Episodios | Episodios | Episodios | Episodios | Episodios | Episodios | Episodios | Episodios | Episodios |
| Reparto   | 1         | 2         | 3         | 4         | 5         | 6         | 7         | 8         | 9         | 10        | 11        | 121       | 13        | 14        | 15        | 16        |
| --------- | --------- | --------- | --------- | --------- | --------- | --------- | --------- | --------- | --------- | --------- | --------- | --------- | --------- | --------- | --------- | --------- |
| Helene    |           |           |           |           |           |           |           |           |           |           |           |           |           |           |           |           |
| Johannes  |           |           |           |           |           |           |           |           |           |           |           |           |           |           |           |           |
| Mario     |           |           |           |           |           |           |           |           |           |           |           |           |           |           |           |           |
| Marius H  |           |           |           |           |           |           |           |           |           |           |           |           |           |           |           |           |
| Moccababe |           |           |           |           |           |           |           |           |           |           |           |           |           |           |           |           |
| Ulrik     |           |           |           |           |           |           |           |           |           |           |           |           |           |           |           |           |
| Victoria  |           |           |           |           |           |           |           |           |           |           |           |           |           |           |           |           |
| Yasmine   |           |           |           |           |           |           |           |           |           |           |           |           |           |           |           |           |
|           |           |           |           |           |           |           |           |           |           |           |           |           |           |           |           |           |
| Bettina   |           |           |           |           |           |           |           |           |           |           |           |           |           |           |           |           |
| Marius F  |           |           |           |           |           |           |           |           |           |           |           |           |           |           |           |           |
| Caroline  |           |           |           |           |           |           |           |           |           |           |           |           |           |           |           |           |
| Andreas   |           |           |           |           |           |           |           |           |           |           |           |           |           |           |           |           |
| Jonas     |           |           |           |           |           |           |           |           |           |           |           |           |           |           |           |           |
| Cristian  |           |           |           |           |           |           |           |           |           |           |           |           |           |           |           |           |
| Karoline  |           |           |           |           |           |           |           |           |           |           |           |           |           |           |           |           |
| Marielle  |           |           |           |           |           |           |           |           |           |           |           |           |           |           |           |           |
| Nathan    |           |           |           |           |           |           |           |           |           |           |           |           |           |           |           |           |
| Martine   |           |           |           |           |           |           |           |           |           |           |           |           |           |           |           |           |
| Pierre    |           |           |           |           |           |           |           |           |           |           |           |           |           |           |           |           |

### Temporada 5 (2021)
La temporada 5 se filmó en una villa nueva en Grecia en agosto y septiembre de 2021 y se estrenó el 5 de octubre de 2021.

#### Reparto
- En negrita los participantes originales (denominados Solteros).

| Episodios | Nombre                       | Edad | Procedencia  | Exes                               |
| --------- | ---------------------------- | ---- | ------------ | ---------------------------------- |
| 9         | Amanda Real Kjellevold       | 22   | Ulstein      | N/A                                |
| 23        | Christian Nergaard           | 14   | Oslo         | Nikita Sudmann Viken               |
| 15        | Melchi Sparby                | 21   | Oslo         | N/A                                |
| 4         | Nina Hakimi                  | 25   | Grimstad     | Adrian Manouchehri                 |
| 7         | Sander Krogh                 | 20   | Børsa        | N/A                                |
| 16        | Silje-Marie Reffelt Pedersen | 22   | Rygge        | Oscar Johansen                     |
| 23        | Preben Hellevang             | 22   | Voss         | Anette Bergsvåg, Amy Kristiansen   |
| 4         | Thea Almaas                  | 28   | Kristiansand | Emad Nayab                         |
|           |                              |      |              |                                    |
| 12        | Emad Nayab                   | 22   | Kongsberg    | Thea Almaas, Emma Sæterbakk        |
| 21        | Emma Sæterbakk               | 21   | Trondheim    | Emad Nayab                         |
| 10        | Christoffer Witzøe           | 20   | Klæbu        | N/A                                |
| 5         | Adrian Manouchehri           | 23   | Kristiansand | Nina Hakimi, Vanja Olsen           |
| 16        | Nikita Sudmann Viken         | 22   | Bergen       | Christian Nergaard                 |
| 19        | Mikael Hansen Myrslo         | 22   | Steinkjer    | N/A                                |
| 11        | Antonio Riera                | 21   | Bergen       | N/A                                |
| 3         | Trygve Rognli Brandsdal      | 23   | Tiller       | N/A                                |
| 16        | Vanja Olsen                  | 22   | Kragerø      | Adrian Manouchehri, Morten Knudsen |
| 15        | Anette Bergsvåg              | 21   | Kalandseidet | Preben Hellevang                   |
| 13        | Victoria Nilsen Bruhjell     | 21   | Hetlevik     | N/A                                |
| 13        | Rine Milane Løken Hansen     | 20   | Oslo         | N/A                                |
| 9         | Oscar Johansen               | 22   | Sperrebotn   | Silje-Marie Reffelt Pedersen       |
| 10        | Morten Knudsen               | 25   | Kristiansand | Vanja Olsen                        |
| 6         | Amy Kristiansen              | 21   | Sandnes      | Preben Hellevang                   |
| 5         | Frida Andresen               | 22   | Frogner      | Marcus Lunde                       |
| 4         | Marcus Lunde                 | 21   | Jessheim     | Frida Andresen                     |

#### Duración del reparto
| Nombre      | Episodios | Episodios | Episodios | Episodios | Episodios | Episodios | Episodios | Episodios | Episodios | Episodios | Episodios | Episodios | Episodios | Episodios | Episodios | Episodios | Episodios | Episodios | Episodios | Episodios | Episodios | Episodios | Episodios | Episodios |
| Nombre      | 1         | 2         | 3         | 4         | 5         | 6         | 7         | 8         | 9         | 10        | 11        | 12        | 13        | 14        | 15        | 16        | 17        | 18        | 19        | 20        | 21        | 22        | 23        | 24        |
| ----------- | --------- | --------- | --------- | --------- | --------- | --------- | --------- | --------- | --------- | --------- | --------- | --------- | --------- | --------- | --------- | --------- | --------- | --------- | --------- | --------- | --------- | --------- | --------- | --------- |
| Amanda      |           |           |           |           |           |           |           |           |           |           |           |           |           |           |           |           |           |           |           |           |           |           |           |           |
| Christian   |           |           |           |           |           |           |           |           |           |           |           |           |           |           |           |           |           |           |           |           |           |           |           |           |
| Melchi      |           |           |           |           |           |           |           |           |           |           |           |           |           |           |           |           |           |           |           |           |           |           |           |           |
| Nina        |           |           |           |           |           |           |           |           |           |           |           |           |           |           |           |           |           |           |           |           |           |           |           |           |
| Sander      |           |           |           |           |           |           |           |           |           |           |           |           |           |           |           |           |           |           |           |           |           |           |           |           |
| Silje-Marie |           |           |           |           |           |           |           |           |           |           |           |           |           |           |           |           |           |           |           |           |           |           |           |           |
| Preben      |           |           |           |           |           |           |           |           |           |           |           |           |           |           |           |           |           |           |           |           |           |           |           |           |
| Thea        |           |           |           |           |           |           |           |           |           |           |           |           |           |           |           |           |           |           |           |           |           |           |           |           |
|             |           |           |           |           |           |           |           |           |           |           |           |           |           |           |           |           |           |           |           |           |           |           |           |           |
| Emad        |           |           |           |           |           |           |           |           |           |           |           |           |           |           |           |           |           |           |           |           |           |           |           |           |
| Emma        |           |           |           |           |           |           |           |           |           |           |           |           |           |           |           |           |           |           |           |           |           |           |           |           |
| Christoffer |           |           |           |           |           |           |           |           |           |           |           |           |           |           |           |           |           |           |           |           |           |           |           |           |
| Adrian      |           |           |           |           |           |           |           |           |           |           |           |           |           |           |           |           |           |           |           |           |           |           |           |           |
| Nikita      |           |           |           |           |           |           |           |           |           |           |           |           |           |           |           |           |           |           |           |           |           |           |           |           |
| Mikael      |           |           |           |           |           |           |           |           |           |           |           |           |           |           |           |           |           |           |           |           |           |           |           |           |
| Antonio     |           |           |           |           |           |           |           |           |           |           |           |           |           |           |           |           |           |           |           |           |           |           |           |           |
| Trygve      |           |           |           |           |           |           |           |           |           |           |           |           |           |           |           |           |           |           |           |           |           |           |           |           |
| Vanja       |           |           |           |           |           |           |           |           |           |           |           |           |           |           |           |           |           |           |           |           |           |           |           |           |
| Anette      |           |           |           |           |           |           |           |           |           |           |           |           |           |           |           |           |           |           |           |           |           |           |           |           |
| Victoria    |           |           |           |           |           |           |           |           |           |           |           |           |           |           |           |           |           |           |           |           |           |           |           |           |
| Rine        |           |           |           |           |           |           |           |           |           |           |           |           |           |           |           |           |           |           |           |           |           |           |           |           |
| Oscar       |           |           |           |           |           |           |           |           |           |           |           |           |           |           |           |           |           |           |           |           |           |           |           |           |
| Morten      |           |           |           |           |           |           |           |           |           |           |           |           |           |           |           |           |           |           |           |           |           |           |           |           |
| Amy         |           |           |           |           |           |           |           |           |           |           |           |           |           |           |           |           |           |           |           |           |           |           |           |           |
| Frida       |           |           |           |           |           |           |           |           |           |           |           |           |           |           |           |           |           |           |           |           |           |           |           |           |
| Marcus      |           |           |           |           |           |           |           |           |           |           |           |           |           |           |           |           |           |           |           |           |           |           |           |           |

### Temporada 6 (2022)
La sexta temporada se filmó en septiembre de 2022 en la misma villa en Brasil de la tercera temporada y se estrenó el 11 de octubre de 2022. La lista del reparto oficial incluye a cinco hombres: August Skarning participante de Paradise Hotel Noruega 12, Avdo Muratagic, Christoffer Gustavsson de la primera temporada de True Love Sverige, Cristian Brennhovd quién ya había aparecido como un ex en la cuarta y quinta temporada del programa, Emre Duvarci; así como a cinco mujeres: Caroline Nitter de la cuarta temporada, Jeanett Holmen Johnsen, Martine Uthus, Michela Teresa Rozeslaniecy y Rine Milane Løken Hansen de la quinta temporada.
Varios ex participantes regresaron a esta temporadas, incluidos Mario Riera de la cuarta temporada, y Mikael Hansen Myrslo de la quinta temporada, Helene Hima de la primer y cuarta temporada, Andreas Østerøy de la segunda y cuarta temporada,

#### Reparto
- En negrita los participantes originales (denominados Solteros).

| Episodios | Nombre                     | Edad | Procedencia | Exes                           |
| --------- | -------------------------- | ---- | ----------- | ------------------------------ |
| 6         | August Skarning            | 21   | Mandal      | Shirin Antaki                  |
| 23        | Avdo Muratagic             | 24   | Ålesund     | Athena Maceva, Tonje Jenssen   |
| 6         | Caroline Nitter            | 22   | Tromsø      | N/A                            |
| 24        | Christoffer Gustavsson     | 25   | Uppsala     | N/A                            |
| 6         | Cristian Brennhovd         | 22   | Asker       | N/A                            |
| 24        | Emre Duvarci               | 21   | Bergen      | Rachel Sadiki                  |
| 7         | Jeanett Holmen Johnsen     | 25   | Ski         | Fredrik Haraldsen              |
| 16        | Martine Uthus              | 25   | Geilo       | Mario Riera                    |
| 24        | Michela Teresa Rozeslaniec | 22   | Oslo        | N/A                            |
| 20        | Rine Milane Løken Hansen   | 21   | Oslo        | N/A                            |
|           |                            |      |             |                                |
| 9         | Shirin Antaki              | 21   | Oslo        | August Skarning                |
| 22        | Mario Riera                | 24   | Bergen      | Martine Uthus                  |
| 3         | Fredrik Haraldsen          | 27   | Oppgard     | Jeanett Holmen Johnsen         |
| 17        | Tonje Jenssen              | 23   | Rakkestad   | Avdo Muratagic                 |
| 5         | Athena Maceva              | 25   | Oslo        | Avdo Muratagic                 |
| 14        | Mikael Hansen Myrslo       | 25   | Steinkjer   | Ina Kollset, Solveig Eivindsen |
| 13        | Helene Hima                | 26   | Haugesund   | N/A                            |
| 8         | Andreas Østerøy            | 26   | Lillesand   | N/A                            |
| 5         | Ina Kollset                | 23   | Fredrikstad | Mikael Hansen Myrslo           |
| 4         | Daniel Eltawafshy          | 24   | Bergen      | N/A                            |
| 6         | Lea Vik                    | 28   | Kvinesdal   | N/A                            |
| 5         | Rachel Sadiki              | 21   | Hamar       | Emre Duvarci                   |
| 8         | Malene Ramberg             | 24   | Trondheim   | N/A                            |
| 7         | Lars Erik Grønningen       | 31   | Trondheim   | N/A                            |
| 6         | Solveig Eivindsen          | 21   | Ålesund     | Mikael Hansen Myrslo           |

#### Duración del reparto
| Nombre      | Episodios | Episodios | Episodios | Episodios | Episodios | Episodios | Episodios | Episodios | Episodios | Episodios | Episodios | Episodios | Episodios | Episodios | Episodios | Episodios | Episodios | Episodios | Episodios | Episodios | Episodios | Episodios | Episodios | Episodios |
| Nombre      | 1         | 2         | 3         | 4         | 5         | 6         | 7         | 8         | 9         | 10        | 11        | 12        | 13        | 14        | 15        | 16        | 17        | 18        | 19        | 20        | 21        | 22        | 23        | 24        |
| ----------- | --------- | --------- | --------- | --------- | --------- | --------- | --------- | --------- | --------- | --------- | --------- | --------- | --------- | --------- | --------- | --------- | --------- | --------- | --------- | --------- | --------- | --------- | --------- | --------- |
| August      |           |           |           |           |           |           |           |           |           |           |           |           |           |           |           |           |           |           |           |           |           |           |           |           |
| Avdo        |           |           |           |           |           |           |           |           |           |           |           |           |           |           |           |           |           |           |           |           |           |           |           |           |
| Caroline    |           |           |           |           |           |           |           |           |           |           |           |           |           |           |           |           |           |           |           |           |           |           |           |           |
| Christoffer |           |           |           |           |           |           |           |           |           |           |           |           |           |           |           |           |           |           |           |           |           |           |           |           |
| Cristian    |           |           |           |           |           |           |           |           |           |           |           |           |           |           |           |           |           |           |           |           |           |           |           |           |
| Emre        |           |           |           |           |           |           |           |           |           |           |           |           |           |           |           |           |           |           |           |           |           |           |           |           |
| Jeanett     |           |           |           |           |           |           |           |           |           |           |           |           |           |           |           |           |           |           |           |           |           |           |           |           |
| Martine     |           |           |           |           |           |           |           |           |           |           |           |           |           |           |           |           |           |           |           |           |           |           |           |           |
| Michela     |           |           |           |           |           |           |           |           |           |           |           |           |           |           |           |           |           |           |           |           |           |           |           |           |
| Rine        |           |           |           |           |           |           |           |           |           |           |           |           |           |           |           |           |           |           |           |           |           |           |           |           |
|             |           |           |           |           |           |           |           |           |           |           |           |           |           |           |           |           |           |           |           |           |           |           |           |           |
| Shirin      |           |           |           |           |           |           |           |           |           |           |           |           |           |           |           |           |           |           |           |           |           |           |           |           |
| Mario       |           |           |           |           |           |           |           |           |           |           |           |           |           |           |           |           |           |           |           |           |           |           |           |           |
| Fredrik     |           |           |           |           |           |           |           |           |           |           |           |           |           |           |           |           |           |           |           |           |           |           |           |           |
| Tonje       |           |           |           |           |           |           |           |           |           |           |           |           |           |           |           |           |           |           |           |           |           |           |           |           |
| Athena      |           |           |           |           |           |           |           |           |           |           |           |           |           |           |           |           |           |           |           |           |           |           |           |           |
| Mikael      |           |           |           |           |           |           |           |           |           |           |           |           |           |           |           |           |           |           |           |           |           |           |           |           |
| Helene      |           |           |           |           |           |           |           |           |           |           |           |           |           |           |           |           |           |           |           |           |           |           |           |           |
| Ina         |           |           |           |           |           |           |           |           |           |           |           |           |           |           |           |           |           |           |           |           |           |           |           |           |
| Lea         |           |           |           |           |           |           |           |           |           |           |           |           |           |           |           |           |           |           |           |           |           |           |           |           |
| Daniel      |           |           |           |           |           |           |           |           |           |           |           |           |           |           |           |           |           |           |           |           |           |           |           |           |
| Rachel      |           |           |           |           |           |           |           |           |           |           |           |           |           |           |           |           |           |           |           |           |           |           |           |           |
| Malene      |           |           |           |           |           |           |           |           |           |           |           |           |           |           |           |           |           |           |           |           |           |           |           |           |
| Lars        |           |           |           |           |           |           |           |           |           |           |           |           |           |           |           |           |           |           |           |           |           |           |           |           |
| Solveig     |           |           |           |           |           |           |           |           |           |           |           |           |           |           |           |           |           |           |           |           |           |           |           |           |

### Temporada 7 (2024)
La temporada 7 se filmó en una villa en México, y se estrenó el 20 de agosto de 2024 en Max.

#### Reparto
- En negrita los participantes originales (denominados Solteros).

| Episodios | Nombre                            | Edad | Procedencia          | Exes                     |
| --------- | --------------------------------- | ---- | -------------------- | ------------------------ |
| 24        | Allan Wiik Pedersen               | 22   | Bergen               | Rikke                    |
| 23        | Yan Vitor Candido                 | 23   | Bergen/Oslo          | N/A                      |
| 20        | Solveig Eivindsen                 | 23   | Ålesund/Oslo         | Mikael, Kevin            |
| 23        | Stian Trulsen                     | 26   | Horten/Tønsberg      | Emma                     |
| 13        | Live Therese Tharaldsen Thomassen | 24   | Kristiansand         | N/A                      |
| 4         | Moa Burman                        | 24   | Skellefteå/Lørenskog | N/A                      |
| 11        | Natalie Gill Eidskard             | 24   | Vennesla             | N/A                      |
| 8         | Alexander Grande                  | 25   | Mosjøen              | N/A                      |
|           |                                   |      |                      |                          |
| 24        | Michela Teresa Rozeslaniec        | 24   | Oslo                 | Mikael                   |
| 16        | Mikael Hansen Myrslo              | 25   | Steinkjer            | Solveig, Michela, Andrea |
| 22        | Emma Karlsen                      | 22   | Hamar/Bergen         | Stian, Emre              |
| 10        | Edwin Ramwall                     | 25   | Karlstad             | Shanice                  |
| 18        | Emre Duvarci                      | 23   | Bergen/Oslo          | Emma                     |
| 15        | Andrea Wahl                       | 23   | Trondheim            | Mikael                   |
| 15        | Shanice Hallberg                  | 26   | Trollhättan/Goteborg | Edwin                    |
| 15        | Rikke Elisabeth Kleppestø         |      | Bergen               | Allan, Liam              |
| 12        | Kevin Sperrevik                   | 26   | Bergen/Oslo          | Solveig                  |
| 11        | Jeanett Holmen Johnsen            | 27   | Ski                  | N/A                      |
| 10        | Liam Bentley                      | 21   | Bergen               | Rikke                    |
| 7         | Einar Kjevik Øien                 | 28   | Hamarøy/Oslo         | N/A                      |

#### Duración del reparto
| Nombre       | Episodios | Episodios | Episodios | Episodios | Episodios | Episodios | Episodios | Episodios | Episodios | Episodios | Episodios | Episodios | Episodios | Episodios | Episodios | Episodios | Episodios | Episodios | Episodios | Episodios | Episodios | Episodios | Episodios | Episodios |
| Nombre       | 1         | 2         | 3         | 4         | 5         | 6         | 7         | 8         | 9         | 10        | 11        | 12        | 13        | 14        | 15        | 16        | 17        | 18        | 19        | 20        | 21        | 22        | 23        | 24        |
| ------------ | --------- | --------- | --------- | --------- | --------- | --------- | --------- | --------- | --------- | --------- | --------- | --------- | --------- | --------- | --------- | --------- | --------- | --------- | --------- | --------- | --------- | --------- | --------- | --------- |
| Alexander    |           |           |           |           |           |           |           |           |           |           |           |           |           |           |           |           |           |           |           |           |           |           |           |           |
| Allan        |           |           |           |           |           |           |           |           |           |           |           |           |           |           |           |           |           |           |           |           |           |           |           |           |
| Live Therese |           |           |           |           |           |           |           |           |           |           |           |           |           |           |           |           |           |           |           |           |           |           |           |           |
| Moa          |           |           |           |           |           |           |           |           |           |           |           |           |           |           |           |           |           |           |           |           |           |           |           |           |
| Natalie      |           |           |           |           |           |           |           |           |           |           |           |           |           |           |           |           |           |           |           |           |           |           |           |           |
| Solveig      |           |           |           |           |           |           |           |           |           |           |           |           |           |           |           |           |           |           |           |           |           |           |           |           |
| Stian        |           |           |           |           |           |           |           |           |           |           |           |           |           |           |           |           |           |           |           |           |           |           |           |           |
| Yan Vitor    |           |           |           |           |           |           |           |           |           |           |           |           |           |           |           |           |           |           |           |           |           |           |           |           |
|              |           |           |           |           |           |           |           |           |           |           |           |           |           |           |           |           |           |           |           |           |           |           |           |           |
| Michela      |           |           |           |           |           |           |           |           |           |           |           |           |           |           |           |           |           |           |           |           |           |           |           |           |
| Mikael       |           |           |           |           |           |           |           |           |           |           |           |           |           |           |           |           |           |           |           |           |           |           |           |           |
| Emma         |           |           |           |           |           |           |           |           |           |           |           |           |           |           |           |           |           |           |           |           |           |           |           |           |
| Edwin        |           |           |           |           |           |           |           |           |           |           |           |           |           |           |           |           |           |           |           |           |           |           |           |           |
| Emre         |           |           |           |           |           |           |           |           |           |           |           |           |           |           |           |           |           |           |           |           |           |           |           |           |
| Andrea       |           |           |           |           |           |           |           |           |           |           |           |           |           |           |           |           |           |           |           |           |           |           |           |           |
| Shanice      |           |           |           |           |           |           |           |           |           |           |           |           |           |           |           |           |           |           |           |           |           |           |           |           |
| Rikke        |           |           |           |           |           |           |           |           |           |           |           |           |           |           |           |           |           |           |           |           |           |           |           |           |
| Kevin        |           |           |           |           |           |           |           |           |           |           |           |           |           |           |           |           |           |           |           |           |           |           |           |           |
| Jeanette     |           |           |           |           |           |           |           |           |           |           |           |           |           |           |           |           |           |           |           |           |           |           |           |           |
| Liam         |           |           |           |           |           |           |           |           |           |           |           |           |           |           |           |           |           |           |           |           |           |           |           |           |
| Einar        |           |           |           |           |           |           |           |           |           |           |           |           |           |           |           |           |           |           |           |           |           |           |           |           |

     = "Miembro del reparto" aparece en este episodio.
     = "Miembro del reparto" llega a la playa.
     = "Miembro del reparto" tiene un ex la playa.
     = "Miembro del reparto" llega a la playa y un ex llega durante el mismo episodio.
     = "Miembro del reparto" tiene dos exes en la playa en el mismo episodio.
     = "Miembro del reparto" sale de la playa.
     = "Miembro del reparto" Tiene un ex en la playa y se retira de la casa.
     = "Miembro del reparto" no aparece en este episodio.